# Lydia Artigas Peña
Lydia Artigas Peña (Barcelona, 31 de diciembre de 1938), también conocida como Lydia Rius o la señora Rius, es una famosa trabajadora sexual y proxeneta barcelonesa. Directora de su propio burdel en Barcelona, el periodista Julià Peiró transformó en 2008 sus discretas leyendas en el libro sobre su vida: La señora Rius, de Moral Distraída.

## Biografía
Lydia comenzó a trabajar en el mundo de la prostitución a una edad temprana. Con los años, no solo ejerció como trabajadora sexual, sino que también se convirtió en proxeneta dentro del sector, dirigiendo su propio burdel en Barcelona.
A lo largo de las décadas, se consolidó como una figura conocida en determinados círculos de la vida nocturna barcelonesa, siendo apodada "la señora Rius". Su visión del negocio y su actitud directa ante los tabúes que rodean la prostitución le otorgaron notoriedad, así como cierta fama entre periodistas y escritores.
En 2008, el periodista Julià Peiró publicó un libro titulado La señora Rius, de moral distraída, una crónica que narra la vida y experiencias de Lydia Artigas Peña, basada en testimonios de la propia protagonista. 